# کرم سیاه
کرم سیاه (نام علمی: Lumbriculus variegatus)، همچنین به عنوان کرم سیاه کالیفرنیا یا کرم سیاه استرالیا شناخته می‌شود، گونه‌ای از کرم ساکن آمریکای شمالی اروپا و استرالیا است. در باتلاق‌ها، برکه‌ها و مرداب‌های کم‌عمق زندگی می‌کند و از میکروارگانیسم‌ها و مواد آلی تغذیه می‌کند. حداکثر طول یک نمونه ۱۰ سانتی‌متر (۴ اینچ) است. کرم‌هایی که در محیط آزمایشگاهی پرورش می‌یابند کمی کوتاه‌تر هستند و ۴ تا ۶ عدد سانتی‌متر (۱٫۵۷–۲٫۳۶ اسنچ) بدن‌های بلند است. یک فرد بالغ تقریباً ۱۵۰ تا ۲۵۰ ۱٫۵ بخش‌های عرضی میلی‌متری است، که هر کدام از آن‌ها وقتی از بقیه جانوران جدا می‌شوند، توانایی بازسازی به یک فرد جدید را دارند. در بیشتر جمعیت‌ها، این روش اولیه تولیدمثل است و افراد بالغ بسیار نادر هستند. در مناطق بزرگ (از جمله آسیا، بیشتر آمریکای شمالی و بخش بزرگی از اروپا) افراد بالغ هرگز یافت نشده‌اند. نام کرم سیاه حداقل به سه گونه جداگانه از کرم‌ها داده می‌شود که از نظر ظاهری یکسان هستند و زمانی یک گونه واحد در نظر گرفته می‌شدند.